# لونا 23
لونا 23 (بالروسية: Луна-23) أيضا تعرف باسم لونيك 23 هي مركبة فضائية غير مأهولة تابعة لبرنامج لونا الفضائي التابع للاتحاد السوفياتي.
كانت مهمة لونا 23 العودة بعيانات من سطح القمر للأرض، لكن المركبة تحطمت عند عملية الهبوط في منطقة تعرف باسم بحر الشدائد، لذلك فشلت المهمة ولم تستطع إعادة أي عينات إلى الأرض؛ ورغم ذلك بقي الاتصال مع المركبة لثلاثة أيام بعد الهبوط،لونا 24 هبطت على بعد مئات الأمتار من لونا 23 لكنها استطاعت أن تعيد عينات إلى الأرض.

## وصلات خارجية
- Zarya - Luna programme chronology